# Эмлонг, Джозеф
Джозеф Брайан «Джо» Эмлонг (англ. Joseph Brian "Joe" Amlong; 17 декабря 1936, Хейнс, Аляска — 1 июля 2019, Виро-Бич, Флорида) — американский гребец, выступавший за сборную США по академической гребле в середине 1960-х годов. Чемпион летних Олимпийских игр в Токио, бронзовый призёр чемпионата Европы, победитель и призёр регат национального значения.

## Биография
Джозеф Эмлонг родился 17 декабря 1936 года на военной базе в поселении Хейнс, штат Аляска. Сын полковника Рансома Джорджа Эмлонга и Маргерет Кеннеди. Имеет сестру Мэри Диану и четверых братьев: Джона, Майкла, Рансома Джерома, Томаса Кеннеди и Уильяма.
В 1946 году их семья переехала в Парк Хантли-Медоус в округе Фэрфакс, штат Виргиния, где находилась вплоть до 1950 года. Затем отца-военного перевели на службу в Бельгию, именно здесь в 1951 году в городе Льеж Джозеф вместе со своим старшим братом Томом начал заниматься академической греблей. Братья отметились выступлениями в Германии, после чего были зачислены в 82-ю воздушно-десантную дивизию, где участвовали в спортивной программе, в частности направились в Вашингтон для подготовки на реке Потомак. Они пытались пройти отбор на Олимпийские игры 1956 года в Мельбурне, но на отборочных квалификационных соревнованиях выступили неудачно.
Джозеф Эмлонг занимался академической греблей во время учёбы в Военной академии США, которую окончил в 1961 году. Затем проходил подготовку в лодочном клубе «Веспер» в Филадельфии.
Наивысшего успеха в гребле на международном уровне добился в сезоне 1964 года, когда вошёл в основной состав американской национальной сборной и благодаря череде удачных выступлений удостоился права защищать честь страны на летних Олимпийских играх в Токио. В составе экипажа-восьмёрки обошёл всех своих соперников в финальном заезде, в том числе главных фаворитов немцев, и завоевал золотую олимпийскую медаль.
В 1965 году в восьмёрках также стал бронзовым призёром на чемпионате Европы в Дуйсбурге.
Как и большинство своих братьев, Эмлонг пошёл по стопам отца и стал военным. Прослужил около 20 лет в Военно-воздушных силах США, уйдя в отставку в звании капитана.
С 1963 года женат на Гейл Мун, есть трое дочерей. Вместе с семьёй проживал в городе Виро-Бич, штат Флорида.